# Hořavka duhová
Hořavka duhová (Rhodeus sericeus; Pallas, 1776) je drobná ryba z čeledi kaprovití, která se vyskytuje především v dolních úsecích evropských řek.

## Popis
Jedná se o drobnou rybku dosahující délky do 10 cm (Hořavka duhová západní dorůstá pouze do délky osm centimetrů). Má velmi vysoké a zploštělé tělo. Postranní čára není úplná. Hřbetní ploutev je zakulacená. Má tmavé zbarvení hřbetu, boky jsou stříbřité s namodralým pruhem. Břicho je bílé. Samičky mají žlutozelenou duhovku oka, samečci oranžovou a jsou vždy větší. V době tření se u samiček vytváří kladélko a samečků se objevuje typická vyrážka. Dožívá se přibližně 5 let.

## Výskyt
Hořavka se objevuje ve stojatých a mírně proudících vodách téměř v celé Evropě, kromě Skandinávie a Finska. V České republice se vyskytuje příbuzná hořavka hořká (Rhodeus amarus (Bloch, 1782)), která je často (někdy i v odborné literatuře) s hořavkou duhovou zaměňována. Hořavka duhová se vyskytuje v bývalém rybníce v jižní části Těrlické přehrady u silnice na Český Těšín, cca 3 km J od obce Horní Těrlicko. Nádrž představuje poměrně významnou lokalitu s dlouhodobým výskytem hořavky duhové.
 Její výskyt je podmíněn výskytem mlžů, kteří jí slouží k rozmnožování, proto je velmi ohrožována znečišťováním životního prostředí.

## Potrava
Hořavka se živí rostlinným i živočišným planktonem, drobnými živočichy a částmi rostlin. Potravu přijímá i v zimě.

## Rozmnožování a vývoj
Rozmnožování hořavky je zcela vázáno na škebli rybničnou. Sameček si vytvoří vhodné teritorium, které si chrání, a láká do něj samičku ke tření. V době dozrávání jiker naroste samičce kladélko, které může dosáhnout délky až pěti centimetrů. Tím samička vpraví dozrálé jikry do prostoru vnitřních žaber škeble. Poté sameček nad dýchací otvorem škeble vypustí mlíčí a jikry oplodní. Plůdek se líhne přibližně za 2–3 dny a žije v žaberním prostoru škeble. Živí se zbytky žloutkového váčku. Po zhruba čtyřech týdnech škeble plůdek vyvrhne. Mladé hořavky si poté hledají potravu samy. Za tuto službu oplácí hořavka škebli stejným dílem. Škeble při rozmnožování prochází larválním vývojem (glochidie), při kterém se larva zachytí na těle dospělé hořavky a určitou dobu tam žije.
Hořavky se rozmnožují až dvakrát do roka. První výtěr je většinou v březnu a druhý v dubnu nebo v srpnu.

## Hořavka a člověk
Vzhledem ke své velikosti nemá hořavka žádný hospodářský význam. Naproti tomu je pro své zbarvení velmi oblíbená mezi akvaristy, kteří ji chovají ve studenovodních akváriích.

## Sledujte také
- hořavka hořká (Rhodeus amarus (Bloch, 1782))
- Kladélko ryb